# سفارة الأردن لدى السعودية
سفارة الأردن لدى السعودية هي الممثلية الدبلوماسية العليا للأردن لدى المملكة العربية السعودية. تقع السفارة في حي السفارات في الرياض.